# J’aime la vie
A J'aime la vie (magyarul: Szeretem az életet) című dal volt az 1986-os Eurovíziós Dalfesztivál győztes dala, melyet a belga Sandra Kim adott elő francia nyelven.

## Az Eurovíziós Dalfesztivál
A dal a március 2-án rendezett belga nemzeti döntőn nyerte el az indulás jogát.
A dal gyors tempójú, melyben az énekesnő arról beszél, hogy szereti az életet, akkor is, ha néha nehéz.
A május 3-án rendezett döntőben a fellépési sorrendben tizenharmadikként adták elő, az ír Luv Bug You Can Count On Me című dala után és a német Ingrid Peters Über Die Brücke Geh'n című dala előtt. A szavazás során százhetvenhat pontot szerzett, mely az első helyet érte a húszfős mezőnyben. Ez volt Belgium első, és eddig egyetlen győzelme.
Sandra Kim ekkor mindössze tizenhárom éves volt (bár a dal szövegében tizenöt évesnek mondja magát), ezzel ő a dalfesztivál történetének legfiatalabb győztese.
A következő belga induló Liliane Saint-Pierre Soldiers of Love című dala volt az 1987-es Eurovíziós Dalfesztiválon.
A következő győztes az ír Johnny Logan Hold Me Now című dala volt.

### Kapott pontok
|                                              | Zsűrik |     |     |     |     |     |     |     |     |     |     |     |     |     |     |     |     |     |     |    |
| LUX                                          | YUG    | FRA | NOR | GBR | ICE | NED | TUR | ESP | SUI | ISR | IRE | BEL | GER | CYP | AUT | SWE | DEN | FIN | POR |    |
| Kapott pontok                                | 10     | 10  | 12  | 8   | 10  | 10  | 10  | 12  | 10  | 10  | 5   | 12  |     | 1   | 10  | 6   | 6   | 10  | 12  | 12 |
| A tábla a fellépés sorrendjében van rendezve |        |     |     |     |     |     |     |     |     |     |     |     |     |     |     |     |     |     |     |    |

## Slágerlistás helyezések
| Slágerlisták (1986) | Lh.* |
| ------------------- | ---- |
| Ausztria            | 6    |
| Belgium             | 1    |
| Franciaország       | 21   |
| Hollandia           | 2    |
| Svájc               | 29   |
| Svédország          | 15   |

*Lh. = Legjobb helyezés.

## Külső hivatkozások
- Dalszöveg
- YouTube videó: A J'aime la vie című dal előadása a bergeni döntőn